# St John the Baptist Church (Hoxton)

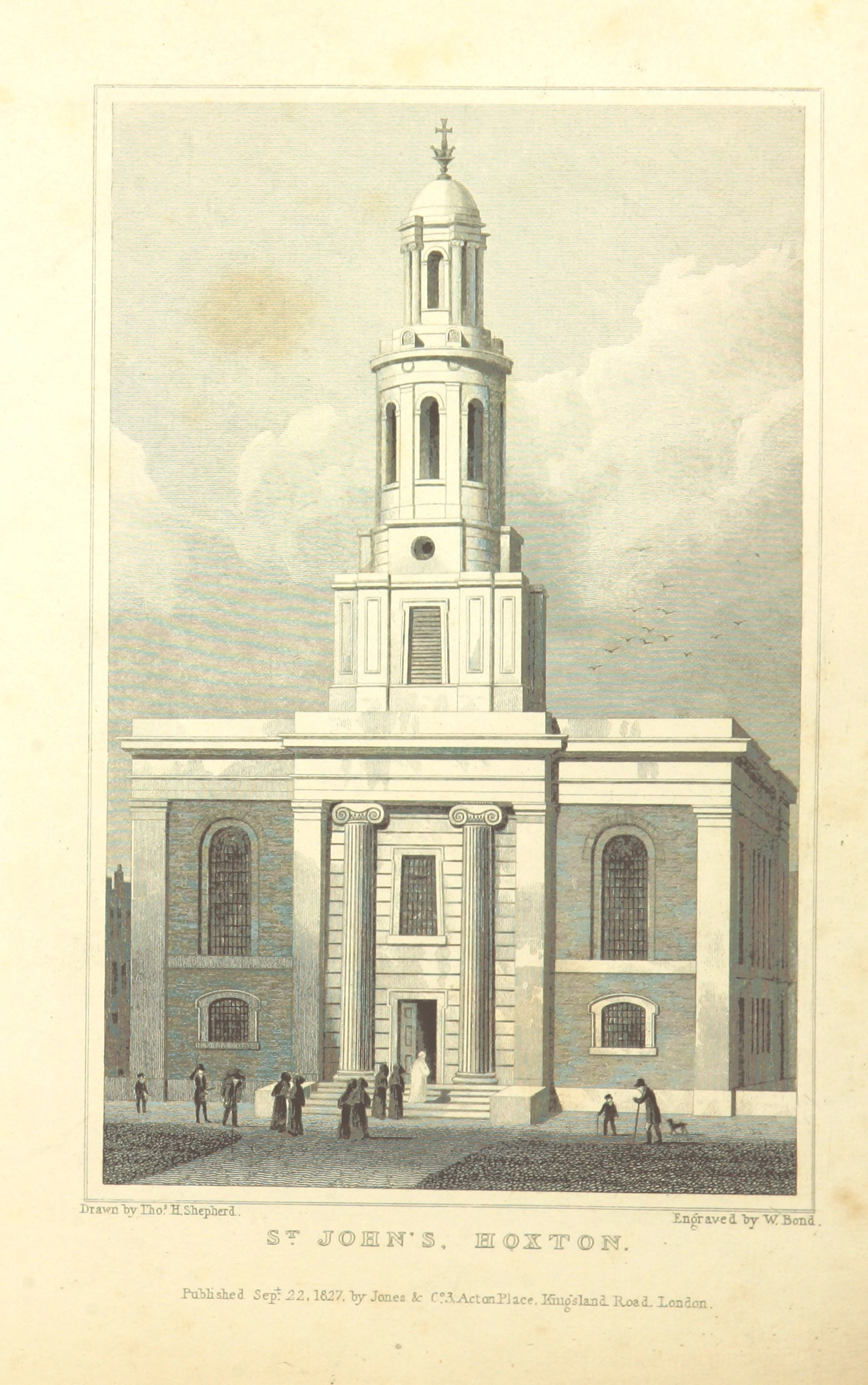
Johanniskirche in Hoxton (1828)

Die St John the Baptist Church (Kirche des Hl. Johannes des Täufers, Johanniskirche) ist eine anglikanische Pfarrkirche in Hoxton, London an der Pitfield Street in der Nähe des Old Street Roundabout. Das Kirchenpatronat obliegt der Zunft der Kurzwarenhändler der Stadt London.

## Geschichte
Die Johannes dem Täufer geweihte Kirche wurde zwischen 1824 und 1826 im georgianischen Stil des Klassizismus nach Plänen des Architekten Francis Edwards errichtet.
Die Kirche ist heute ein Grade-II*-Monument.
John Goldsmith, Ururgroßvater von Prinzessin Catherine, Herzogin von Cambridge, heiratete am 23. September 1850 in der Johannispfarrkirche.

## Galerie

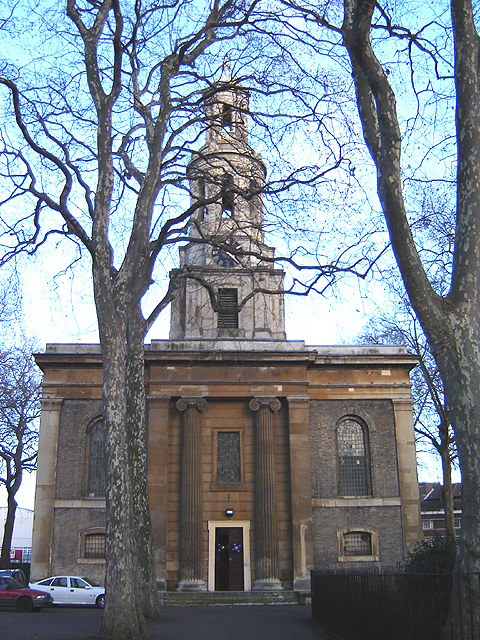
Westchor der Johanniskirche
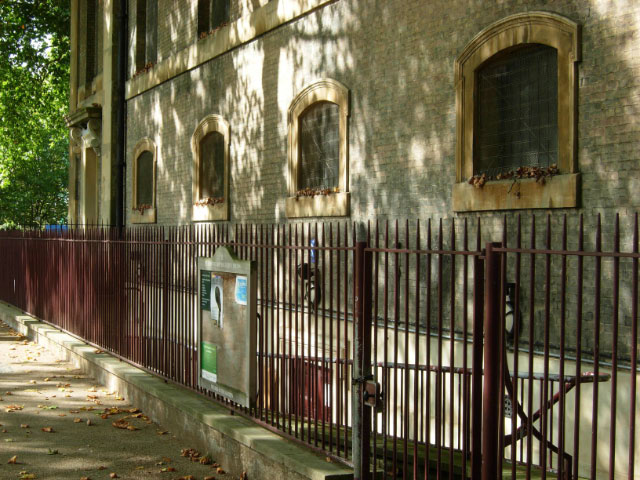
Südseite neben Johanniskirche Gärten
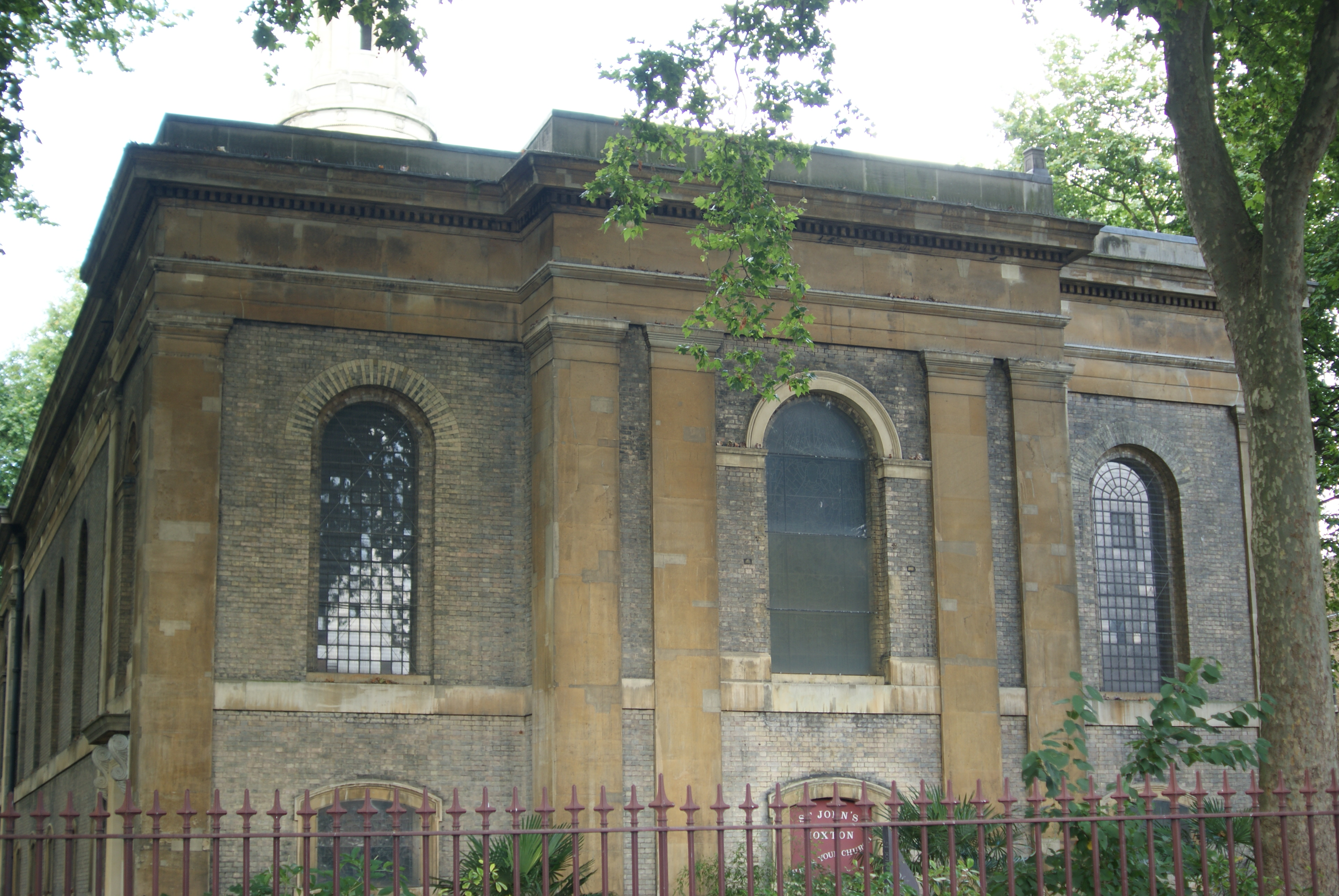
Ostfenster der Johanniskirche
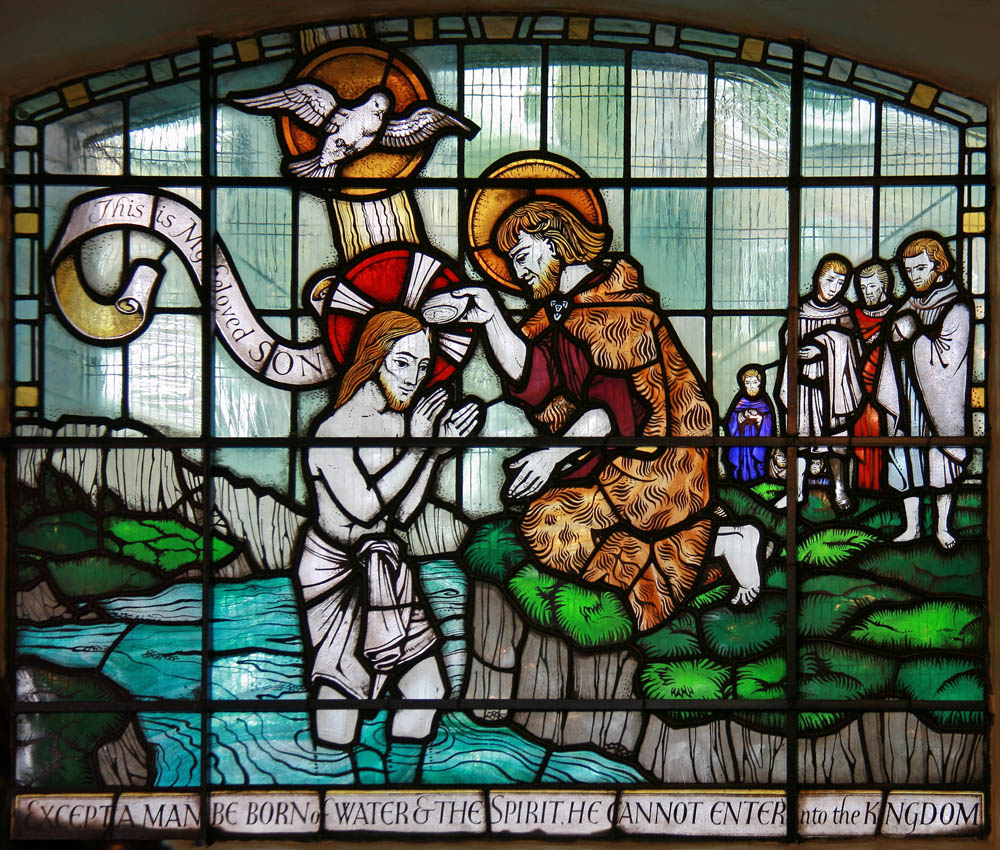
Glasmalereien im Ostfenster
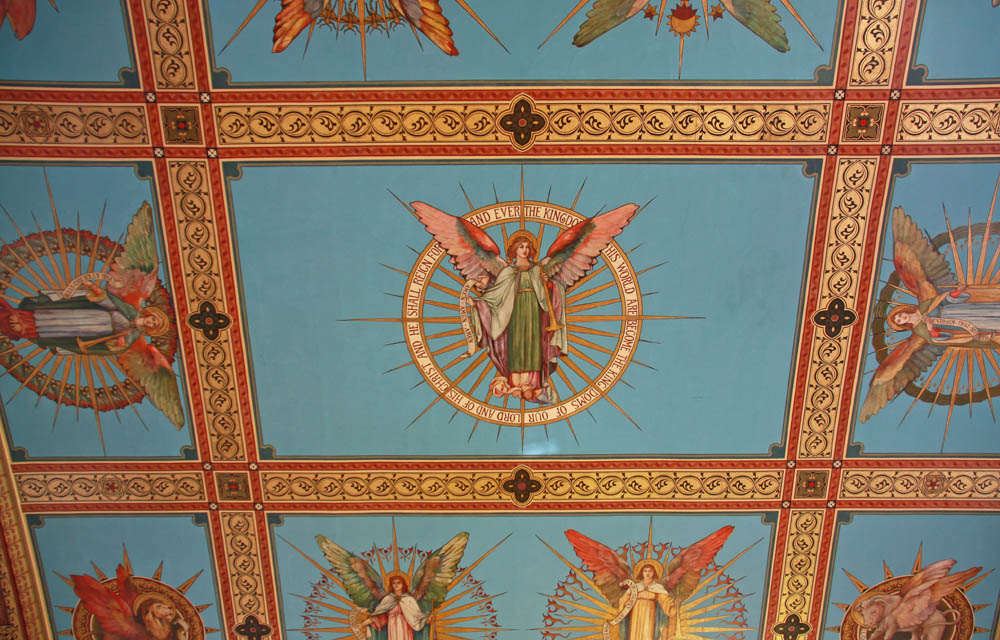
Bemalte Decke der Johanniskirche
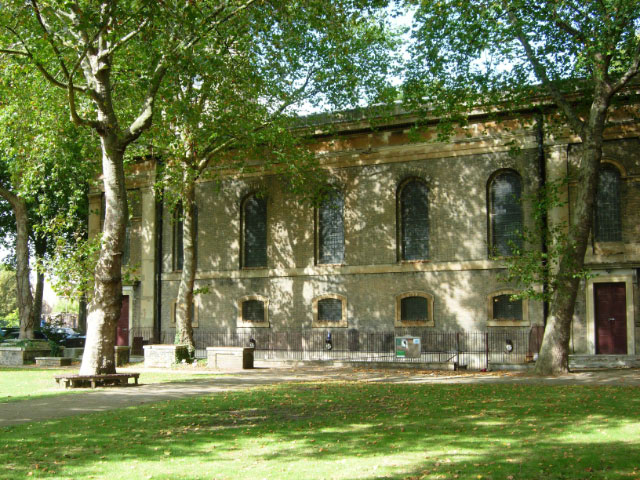
Johanniskirchhof

## Ausstattung
Technische Daten der Orgel der Kirche finden sich im „National Pipe Organ Register“ beschrieben.